# Harald Bode
Harald Bode, né le 19 octobre 1909 à Hambourg en Allemagne et mort le 15 janvier 1987 à New York aux États-Unis, est un ingénieur allemand connu pour ses contributions au développement des instruments de musique électroniques.

## Biographie
En 1937, Harald Bode conçoit le Warbo Formant-Orgel, considéré comme le premier instrument électronique partiellement polyphonique.
En 1938, il conçoit le Melodium avec Oskar Vierling et Fekko von Ompteda, un clavier monophonique multi-timbral.
En 1940, il met au point l'un des premiers synthétiseurs de série, le Multimonica, pour le constructeur Hohner.
Chef ingénieur puis vice-président de Estey dans les années 1950, puis exécutif chez Wurlitzer dans les années 1960, Harald Bode devient chef ingénieur de Moog en 1970, avant de quitter l'entreprise en 1974.